# Kola-Bohrung

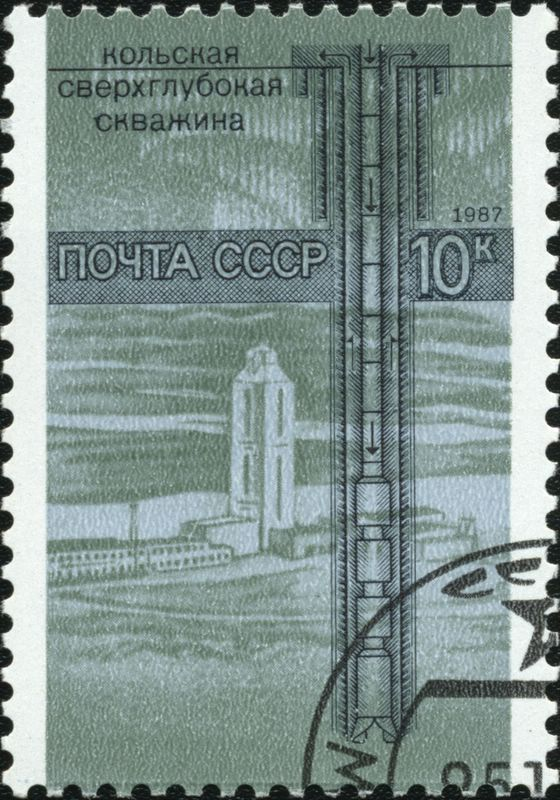
Gebäude des Bohrplatzes unter dem Nordlicht und stilisierte technische Skizze der Bohrung mit Verrohrung, Bohrgestänge, Turbine, Reduziergetriebe, Kernfangeinheit und Meißel^{ vgl. } (für Details siehe Text) als sowjetisches Briefmarken-Motiv, 1987

Die Kola-Bohrung (russisch Кольская сверхглубокая скважина Kolskaja swerchglubokaja skwashina), kurz auch Kola SG-3 (СГ-3) oder KSDB (von englisch Kola Superdeep Borehole), ist eine von 1970 bis 1992 zu wissenschaftlichen Zwecken durchgeführte ultratiefe geologische Bohrung auf der russischen Halbinsel Kola, etwa zehn Kilometer südwestlich der Kleinstadt Sapoljarny. Sie erreichte 12.262 Meter Teufe (1989) und ist seit 1979 die tiefste Bohrung der Welt. Zudem besaß sie bis 2008 auch das längste Bohrloch. Sie ist des Weiteren die einzige übertiefe Bohrung in einen stabilen Kraton bzw. Kontinentalschild. Die Kola-Bohrung war die erste von insgesamt 11 geplanten übertiefen Bohrungen eines ambitionierten staatlichen Forschungsprogramms der Sowjetunion. Mit den Arbeiten an der zweiten dieser Bohrungen, die jedoch nur eine Teufe von 8200 m erreichte, wurde ebenfalls Anfang der 1970er Jahre in Saatly in den Ölfeldern des Kura-Beckens (Aserbaidschan) begonnen.

## Regionale Geologie
Die Halbinsel Kola gehört zum Baltischen Schild, dem größten Ausbiss des präkambrischen Grundgebirges des europäischen Kratons (Baltica). Der Baltische Schild ist geprägt durch Kristallingesteine, das heißt intensiv verfaltete und meist höhergradig metamorphe Gesteine (überwiegend verschiedene Gneise) und unmetamorphe magmatische Gesteine (überwiegend Granitoide). Der Nordosten des Baltischen Schildes einschließlich der Kola-Halbinsel ist dessen ältester Teil (archaischer Kern), mit Gesteinsaltern bis zu 3,5 Milliarden Jahren. Annähernd parallel zu den Küsten von Barentssee und Weißem Meer zieht sich, NW-SE streichend, die sogenannte Kola-Provinz längs durch das Landesinnere der Kola-Halbinsel. Die Kola-Provinz ist sehr komplex aufgebaut, wird als Teil eines archaisch-paläoproterozoischen Orogens interpretiert und enthält neben verschiedenen Granitoid-Gneis-Komplexen auch sogenannte Grünsteingürtel. Die Bohrstelle von Kola SG-3 liegt innerhalb der Kola-Provinz im Ausbiss des sogenannten Petschenga-Komplexes (auch Petschenga-Struktur oder Petschenga-Grünsteingürtel genannt), einer paläoproterozoischen, niedrig- bis mittelgradig metamorphen Abfolge aus vulkanischen, vulkanosedimentären sowie verschiedenen sedimentären Gesteinen, die als orogenetisch überprägte Füllung eines Grabenbruchs (Petschenga-Varsuga-Rift) oder Backarc-Beckens interpretiert wird.

## Ziele
Der entlegene Standort nahe Sapoljarny wurde unter anderem wegen der sulfidischen Kupfer-Nickel-Lagerstätte vom Sudbury-Typ ausgewählt, die unweit der Bohrstelle seit Ende der 1940er Jahre abgebaut wird. Durch die Bohrung sollten diese Lagerstätte in die Tiefe verfolgt und Erkenntnisse über ihre Entstehung gewonnen werden. Ursprüngliche Zielteufe für die Bohrung waren 15.000 m. Weitere Ziele bzw. Erwartungen waren
- der Aufschluss bzw. die Beprobung von Bereichen der Erdkruste, in denen seismische Diskontinuitätsflächen registriert wurden, insbesondere die sogenannte Conrad-Diskontinuität, die Grenzfläche zwischen der oberen (bzw. mittleren) und unteren Erdkruste,
- die Erkundung der geothermischen Verhältnisse und potenzieller Vorkommen von Wässern und Gasen in größerer Krustentiefe sowie
- die Überprüfung der Praxistauglichkeit der speziell für diese Rekordbohrung entwickelten Bohr- und Messtechnik und die Gewinnung neuer Erkenntnisse für eine Weiterentwicklung derselben.[4]

## Technische Details und Chronologie

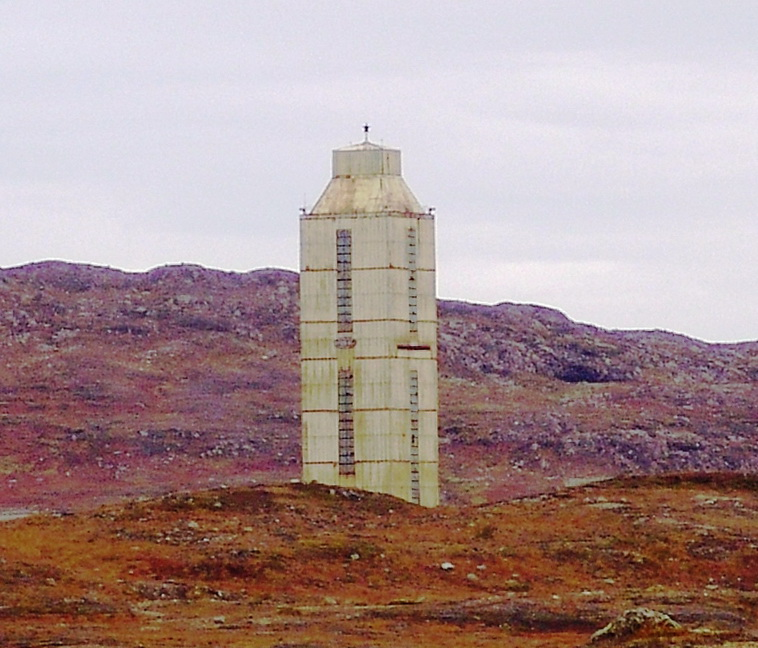
Bohrturm der Uralmasch-15000 im Jahr 2007, die übrigen Gebäude der Bohrstation sind von Hügeln verdeckt

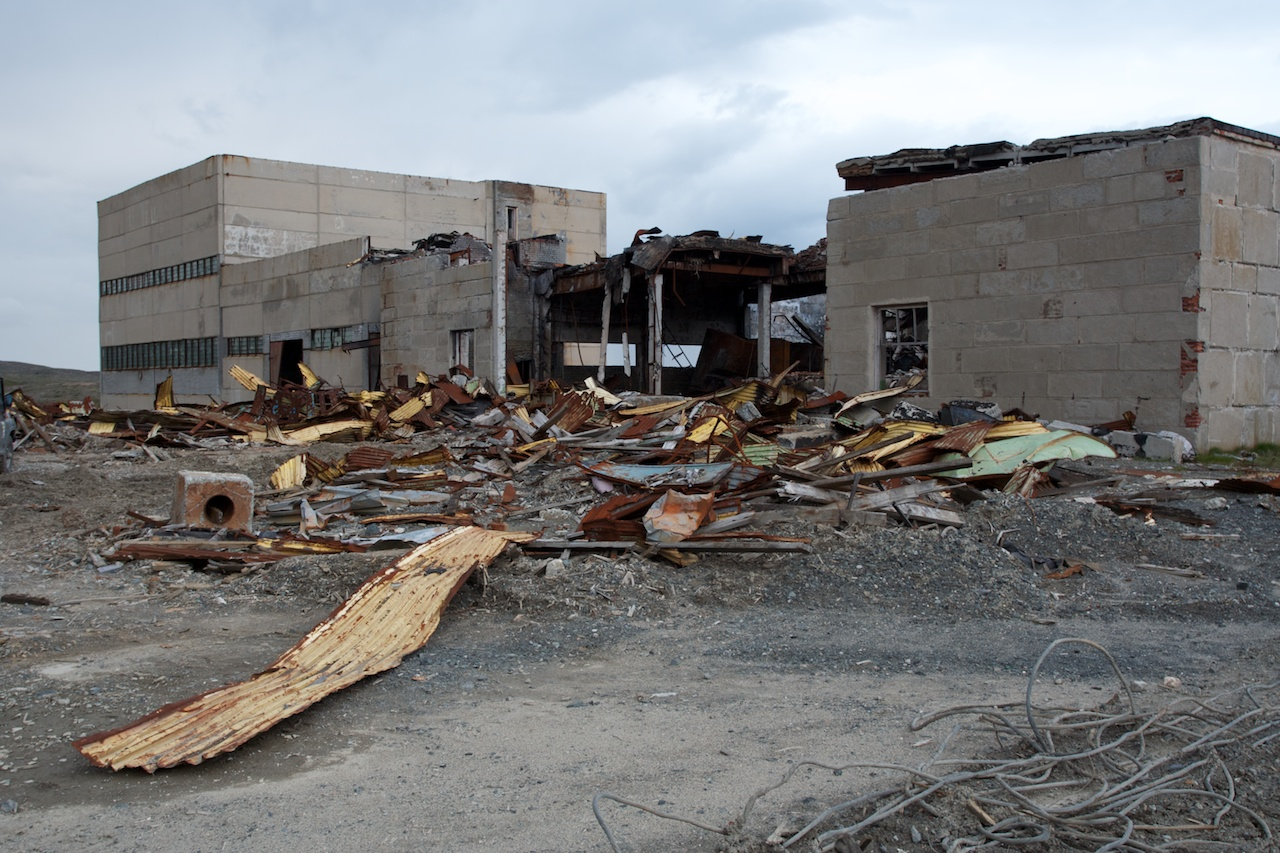
Verfallenes Hauptgebäude ohne den bereits abgerissenen Bohrturm im Jahr 2012

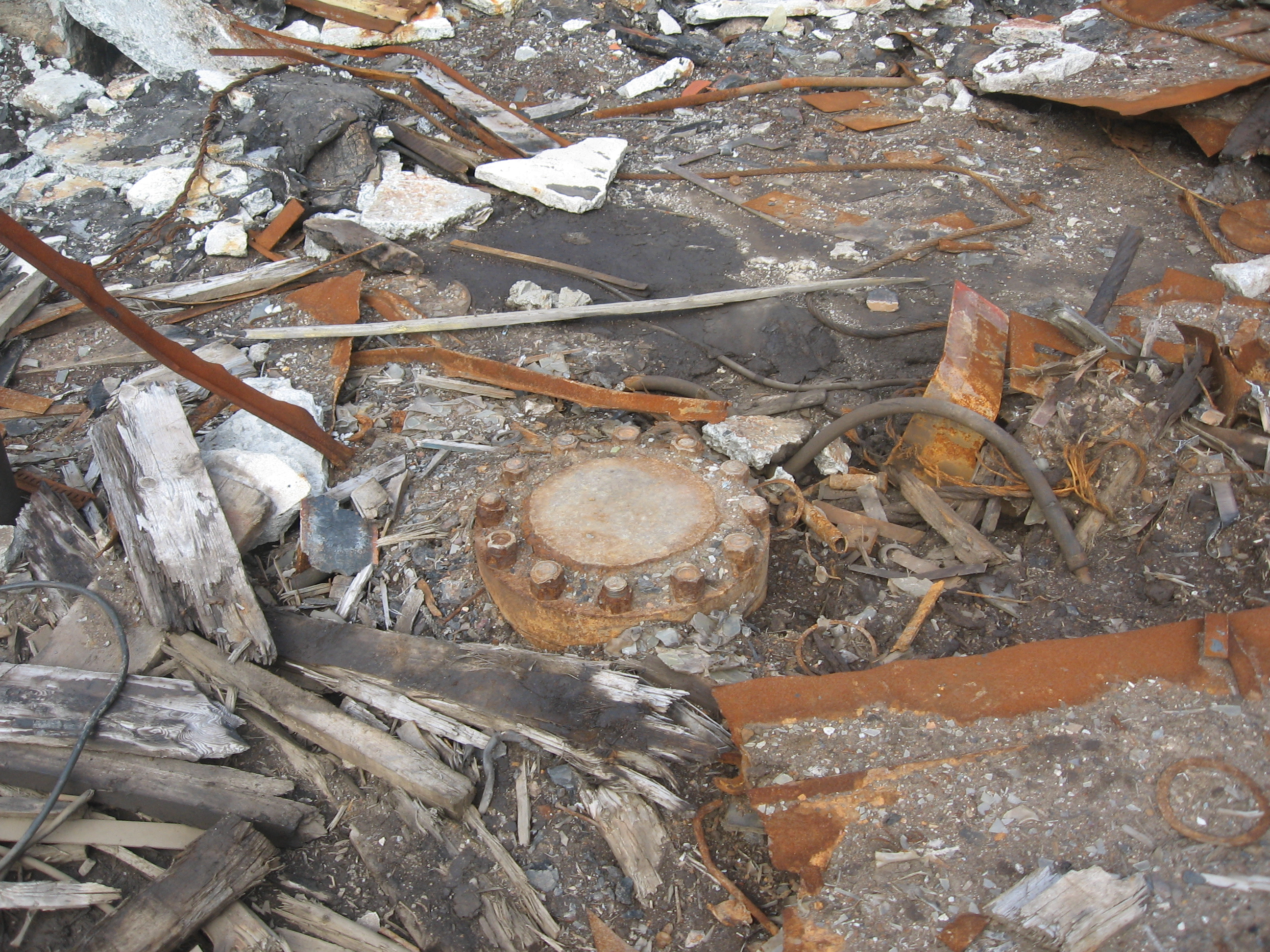
Der versiegelte Bohrlochkopf der Kola-Bohrung (2012)

Die Planungen und Vorbereitungen für die Bohrung erfolgten ab den frühen 1960er Jahren. Am 24. Mai 1970 begann der Bohrbetrieb unter Einsatz der auch für herkömmliche Erdölbohrungen genutzten Bohranlage Uralmasch-4E. Anfang 1975 wurden die Arbeiten bei Erreichen einer Teufe von 7.263 m unterbrochen, die Bohranlage abgebaut und im Laufe eines Jahres durch die eigens entwickelte, 68 m hohe Uralmasch-15000 ersetzt, die speziell für die Zielteufe von 15.000 m konzipiert war. Die Bohrtürme wurden wegen der ungünstigen Witterung in der Tundra der Kola-Halbinsel jeweils voll verkleidet und heizbar konstruiert. In angeschlossenen und umstehenden Gebäuden waren Steuer- und Messtechnik, Werkstätten, Material- und Bohrkernlager sowie Büros und Schlafquartiere für die Mitglieder des Bohrteams untergebracht.
Das eingesetzte Bohrgestänge bestand im obersten Teil (bis 2.000 m) aus Stahl, darunter aus einer hochfesten Aluminiumlegierung, sodass das Gewicht des gesamten Gestänges auch im Bereich über 10.000 m Teufe die 400 Tonnen Hubkraft der Bohranlage nicht überstieg (einschließlich des durch Anliegen des Gestänges an der Bohrlochwand erzeugten Reibungswiderstands). Die Aluminiumlegierung war bis rund 250 °C temperaturstabil. Das zur Gewinnung von Kernproben oder bei verschleißbedingtem Austausch des Bohrmeißels nötige Ziehen des gesamten Gestänges (englisch round trip) erfolgte bei der Uralmasch-15000 vollautomatisch und erforderte bei 12 km Teufe nur 18 Stunden. Effektiv gebohrt wurde zwischen der 10.000- und 11.500-m-Marke dennoch nur in 3,1 % der Zeit (d. h. im Schnitt 45 min/d), im Vergleich zu 27,1 % auf den ersten 2.000 m (6,5 h/d). Statt des konventionellen Rotary-Verfahrens wurde mittels des Turbinen-Verfahrens gebohrt. Dabei sitzt oberhalb des Bohrmeißels (mindestens) eine Turbine, die durch die mit hohem Druck * eingepresste Bohrspülung angetrieben wird und ihrerseits den Meißel antreibt. Dadurch wirken keine Torsionskräfte auf das Gestänge, das infolgedessen wesentlich weniger anfällig für Brüche ist und aus weniger festem, aber dafür leichterem Material bestehen kann. Das Gestänge in der Kola-Bohrung rotierte trotzdem mit wenigen Umdrehungen pro Minute, um einem Verklemmen im Bohrloch vorzubeugen. Ein Planetengetriebe mit hohem Drehmoment reduzierte die Umdrehungsgeschwindigkeit des Meißels – verwendet wurden stets Rollenmeißel mit Hartmetallwarzen ohne Diamant – auf maximal 150 Umdrehungen pro Minute, um den Verschleiß des Materials zu verlangsamen. Die Telemetrie für Umdrehungsgeschwindigkeit, Drehmoment, Meißeldruck auf die Bohrlochsohle usw. erfolgte innovativ mittels einer weitgehend hitzeunempfindlichen Hydraulik-Leitung, in der die Informationen in Form von Druckimpulsen von den Instrumenten an der Bohrlochsohle an die Messwarte geliefert wurden. Die Neigung des Bohrlochs gegenüber der Lotrechten liegt im Mittel bei 10 Grad, die Sohle in 12 km Tiefe weicht rund 750 m ** zur Seite ab. Ursprünglich sollte eine möglichst geringe Strecke des Bohrloches verrohrt werden, um Kosten zu sparen und um möglichst viel „offenes Bohrloch“ (engl. open-hole) für wissenschaftliche Messungen zur Verfügung zu haben. Das Standrohr hat einen Durchmesser von 426 mm *** und ist rund 40 m lang. Von dort aus wurde zunächst unverrohrt bis in 5.300 m Teufe mit 215 mm Meißeldurchmesser gebohrt. Dann musste wegen Ausbrüchen aus der Bohrungswand bei 1.800 m im Bereich einer stark wasserführenden Formation die Bohrung bis in 2.000 m Teufe weiter aufgebohrt und eine Verrohrung mit 342 mm *** Durchmesser einzementiert werden. In diese Verrohrung wurde zum Schutz derselben zunächst ein austauschbarer Rohrstrang mit 245 mm Durchmesser eingezogen. Bis zum Jahr 1990 wurde der innere Rohrstrang als permanente Verrohrung bis in 8.770 m Teufe ¶ verlängert, wobei neu entwickelte Zementmischungen eingesetzt wurden, die bei Temperaturen von weit über 100 °C abbinden können. Von den ersten 11.500 m Bohrstrecke wurden 9.325,2 m gekernt (Kerndurchmesser 60 mm). Bis 4.600 m Teufe lief dies relativ unproblematisch, mit einem Kerngewinn von 53 %. Darunter jedoch begann das Gestein infolge der Druckentlastung in Scheiben zu zerplatzen (engl. disking), die sich im Kernrohr verkeilten. Dadurch reduzierte sich der Kerngewinn um mehr als die Hälfte. Ab Beginn des Einsatzes der Uralmasch-15000 bei rund 7.300 m konnte infolge der Verwendung eines Doppelkernrohres mit nicht-mitrotierendem Innenrohr der Kerngewinn zunächst wieder auf 40 % gesteigert werden, fiel aber unterhalb 9.000 m wieder auf 29 % ab. Insgesamt wurden bis 1982/83 3.700,1 m Bohrkern gewonnen (40 %).
Am 6. Juni 1979 wurde die Teufenmarke von 9.584 Meter erreicht, und damit die bisherige Rekordbohrung Bertha Rogers in Oklahoma, USA, um 1 m übertroffen. Aber bereits lange vorher war Kola die tiefste Bohrung, die bis dahin je außerhalb eines Sedimentbeckens bzw. vollständig in Kristallingestein niedergebracht wurde. 1980 erreichte das Bohrloch eine Tiefe von 10.700 m. Für August 1982 wurde eine Teufe von 11.515 m angegeben. Am 27. Dezember 1983 erreichte die Bohrung die Marke von 12.000 m und am 10. August 1984 betrug die Teufe 12.046 m.
Bis 1984 war die Kola-Bohrung eine Einzelbohrung. Dann verkantete sich am 27. September nach Erreichen der Teufenmarke von 12.066 m das Gestänge beim Ziehen desselben im Bohrloch und riss bei dem Versuch, es wieder zu lösen, in ca. 7.000 m Teufe ab, sodass ca. 5.000 m Bohrstrang nebst Turbine, Reduziergetriebe und Meißel unwiederbringlich im Bohrloch verblieben. Im Folgenden wurden in mehreren Neuversuchen Teilbohrungen erstellt, die ab ca. 7.000 m Teufe von der Hauptbohrung abzweigen. Drei Teilbohrungen drangen bis unterhalb der Marke von 11.600 m vor, und eine dieser drei erreichte schließlich 1989 mit 12.262 m die Endteufe. Dabei sah sich die Bohrmannschaft immer wieder mit zunehmender Tiefe zunehmenden technischen Schwierigkeiten gegenüber. Problematisch waren nicht zuletzt die unerwartet hohen Temperaturen von 180 bis über 200 °C im Teufenbereich unterhalb von 11.000 m, die die Technik an die Grenze ihrer Leistungsfähigkeit brachten. Nachdem noch im Juli 1992 bekannt gegeben worden war, dass man wenigstens die Marke von 13.000 m schaffen wolle, wurden die Bohrarbeiten im gleichen Jahr endgültig eingestellt. Die Anlage wurde vorerst für seismische und diverse andere wissenschaftliche Messungen und Experimente weiter genutzt.
2008 vermeldete ITAR-TASS, dass die Demontage der Station bereits im Gange sei. Der Bohrturm war bis 2012 komplett abgerissen. Die übrigen Gebäude wurden stehen gelassen und dem Verfall preisgegeben. 2014 war einer Meldung von ITAR-TASS zu entnehmen, dass sich das Objekt seinerzeit im Besitz einer privaten „Kola-Bohrungs-Gesellschaft“ befand, die sich ihrerseits in der Abwicklung befand.

## Wissenschaftliche Ergebnisse
1984 wurden 31 internationale Wissenschaftler eingeladen, sich das Projekt vor Ort anzuschauen, darunter auch der westdeutsche Geologe  Helmut Vidal. Dieser ist auch der Wegbereiter des Kontinentalen Tiefbohrprogramms der Bundesrepublik Deutschland (KTB).
Das Proterozoikum reichte bis zu einer Tiefe von 6842 m. Darin lassen sich vier Phasen unterscheiden:
- Bildung der archaischen Basis
- Sub-Plattform Akkumulation von Andesiten/Basalten und Sedimenten (Sandsteine, Karbonate)
- Pikrit-Basalt Vulkanismus und gefolgt von ultrabasischen Intrusionen.
- Faltung und Metamorphose, die damals bei Temperaturen von 300 bis 600 °C bei einem Temperaturgradienten von 10 °C pro 100 m erfolgten.

In 1500 bis 1800 m finden sich auch in den ultrabasischen Intrusionen kupfer- und nickelhaltige sulfidische Erze vom Sudbury-Typ, die auch auf der Kola-Halbinsel im Tagebau abgebaut wurden.
Das Archaikum von 6842 bis 12000 m besteht aus einem Gneis-Granit Komplex, wobei der Gneis stark metamorph geprägt ist (bis zur Granulitisierung). Zu rund zwei Dritteln fanden sich hier rhythmisch gebettete Folgen von Biotit- und Zweiglimmer-Plagioklas-Gneisen, die bei der Metamorphose vor 2,7 bis 2,8 Milliarden Jahren Temperaturen von 750 bis 900 °C erfuhren (und einen Druck von 500 bis 110 Mega-Pascal). Erwartet war bei der Conrad-Diskontinuität bei rund 7000 m eigentlich eine basaltische Schicht statt des Gneis-Granit-Komplexes. In einer Tiefe von 4500 bis 9000 m fand sich eine Inversionszone mit niedrigerer Ausbreitungsgeschwindigkeit seismischer Wellen, aber ebenfalls ohne Übergang zu Basalten bei der Diskontinuität bei 9000 m. Die Kola-Bohrung war die erste Bohrung, die diese Diskontinuität erreichte.
Zwischen 4500 und 11000 m gibt es Hinweise auf hydrothermale Erzbildung (es finden sich Zonen zertrümmerter und mit Calciten, Quarzen und Sulfiderzen zementierter Gesteine). Entgegen den Erwartungen wurden in Tiefen von über 4500 m tektonisch stark beanspruchte Gesteine mit relativ hoher Permeabilität und Zirkulation von stark mineralhaltigen Flüssigkeiten (Brom, Jod, einige Schwermetalle) gefunden. Sie enthielten auch Gase, darunter Methan und andere Kohlenwasserstoffe. Das Kohlendioxid war nach der Isotopendatierung teilweise archaischen Ursprungs (aus dem Mantel), teilweise proterozoisch und biogen. Es fanden sich in den rund zwei Milliarden Jahre alten metamorphen Gesteinen (hervorgegangen aus Sandsteinen und Konglomeraten) Mikrofossilien.
Der Temperaturgradient war vorher an der Oberfläche zu 1 °C pro 100 m bestimmt worden. In 3000 m Tiefe fand sich ein Gradient von 2,5 °C pro 100 m. In 12000 m Tiefe wurden Temperaturen von 205 °C erreicht, welche weit über den Erwartungen lag.
Messungen des Flüssigkeitspegels im Bohrloch (durchgeführt ab 1996) lassen Rückschlüsse auf mechanische Wechselwirkungen zwischen den Gesteinen der Erdkruste und den Flüssigkeiten in deren Porenraum, unter anderem bedingt durch Erdgezeiten, zu.
Die meisten der über 45.000 Gesteinsproben wurden noch nicht untersucht (Stand 2010).

## Legendenbildung
1989 gerieten Gerüchte über merkwürdige Begebenheiten während der Bohrarbeiten in Umlauf. Daraus entstand die Legende, wonach die Hölle angebohrt worden sei, da man mit in das Bohrloch hinabgelassenen Mikrofonen Geräusche aufgenommen hätte, die sich als „menschliche Schreie, aus Tausenden gequälten Kehlen“ herausgestellt hätten. Diese Geschichte wurde später von einem religionskritischen norwegischen Lehrer noch weiter ausgeschmückt und in seiner Version der religiösen US-amerikanischen Fernsehsenderfamilie Trinity Broadcasting Network (TBN) zugespielt, die sie, trotz bestehender Zweifel an ihrer Authentizität, an einen texanischen Fernsehprediger weitergab, der sie schließlich in den gesamten USA verbreitete. Von da an verselbstständigte sie sich und wurde in jüngster Zeit vor allem über das Internet weiterverbreitet. Der russische Science-Fiction-Horrorfilm Superdeep (2020), in dem ein Team zur „geheimen Forschungsstation Kola“ entsandt wird, wo „12.000 Meter unter der Erdoberfläche Geräusche unbekannten Ursprungs“ auftraten, greift diese Legende auf.

## Rekord
Die Kola-Bohrung ist seit 1979 die tiefste und war fast 40 Jahre auch die längste Bohrung der Welt. In der gebohrten Länge wurde sie erst im Jahre 2008 durch eine Tiefseebohrung im Al-Shaheen-Ölfeld in Katar übertroffen. Allerdings erreicht dieses Bohrloch nur eine Tiefe von 1500 Metern unter dem Meeresboden, da der größte Teil dieser Bohrung (10.902 Meter) in die Horizontale ging.
Im Jahr 2011 wurde dieser Rekord noch übertroffen. Das im Zuge des Sachalin-I-Projekts erstellte Bohrloch Odoptu OP-11 erreichte eine Gesamtlänge von 12.345 m bei 11.475 m seitlicher Abweichung vom Bohrlochkopf.